# Doolittle
Doolittle — другий студійний альбом американського рок-гурту Pixies, виданий в 1989 року.

## Лірика
Наскрізною темою, сполучною ниткою композицій на Doolitle виступає сюрреалізм. Відкриваюча альбом «Debaser» містить алюзії на фільм Луїса Буньюэля і Сальвадора Далі «Андалузький пес». Блек Френсіс відзначив схожість свого мислення і творчого методу з роботою знаменитих сюрреалістів в інтерв'ю The New York Times: «Я читав слова режисера Девіда Лінча про те, що у нього є ідеї і образи в голові, але він точно не знає, що вони означають. Ось і я роблю так само».
В інших піснях фронтмен Pixies зачіпає проблеми взаємин людини і навколишнього середовища, що ведуть до природних катастроф («Monkey Gone to Heaven»), описує ексцентричних суб'єктів. В «Wave of Multilation» Френсіс розповідає про «японських бізнесменів, які, проваливши справи, спрямовуються разом з сім'ями у відкрите море назустріч загибелі». А прототипом героя «Crackity Jones» послужив сусід Френсіса по кімнаті часів його візиту в Пуерто-Рико в студентські роки (співак описував його як «нервозного сусіда-гея з дивацтвами»).
Знайшлося місце на альбомі і біблійським мотивам. Композиція «Dead» заснована на історії Давида і Вірсавії, а «Gounge Away» — Самсона і Даліли.

## Визнання
| Видання         | Країна          | Список                                 | Рік  | Місце |
| --------------- | --------------- | -------------------------------------- | ---- | ----- |
| Hot Press       | Ірландія        | Top 100 Albums                         | 2006 | #34   |
| Juice           | Австралія       | The 50 Best Albums of All Time         | 1997 | #2    |
| NME             | Велика Британія | 100 Best Albums                        | 2003 | #2    |
| Panorama        | Норвегія        | The 30 Best Albums of the Year 1970–98 | 1999 | #1    |
| Pitchfork Media | США             | 100 найкращих альбомів 1980-их         | 2002 | #4    |
| Q               | Велика Британія | Ultimate Music Collection              | 2005 | *     |
| Rolling Stone   | США             | The 500 Greatest Albums of All Time    | 2005 | #226  |
| Spin            | США             | 100 найкращих альбомів, 1985–2005      | 2005 | #36   |
| Slant Magazine  | США             | Найкращі альбоми 1980-их               | 2012 | #34   |

(*) немає рейтингу.

## Список композицій
1. «Debaser» — 2:52
2. «Tame» — 1:55
3. «Wave of Mutilation» — 2:04
4. «I Bleed» — 2:34
5. «Here Comes Your Man» — 3:21
6. «Dead» — 2:21
7. «Monkey Gone to Heaven» — 2:56
8. «Mr. Grieves» — 2:05
9. «Crackity Jones» — 1:24
10. «La La Love You» — 2:43
11. «No. 13 Baby» — 3:51
12. «There Goes My Gun» — 1:49
13. «Hey» — 3:31
14. «Silver» (Francis/Kim Deal) — 2:25
15. «Gouge Away» — 2:45